# Municipio de Tultitlán
El municipio de Tultitlán (del náhuatl: tolli, titlan ‘tule, sobre ’‘Sobre los tules’) es uno de los 125 municipios en que se encuentra dividido el Estado de México, México, al norte de la zona metropolitana de la Ciudad de México. Su cabecera es el pueblo de Tultitlán de Mariano Escobedo y es parte de la Región XVIII Tultitlán. Según datos del censo de México de 2020, en Tultitlán habitan 516 341 personas, siendo 264 703 mujeres y 251 638 hombres. La cabecera municipal se localiza en las coordenadas geográficas 99°10’10” O de longitud y 19°38’42” N de latitud. Tiene una altitud media de 2252 m s. n. m.
Esta Colinda con Coacalco,Tultepec,Ecatepec,Cuautitlán Izcalli,Cuautitlán,Tlalnepantla,Jaltenco,Tonanitla y la Ciudad de México.

## Toponimia
El término «Tultitlán» es de origen náhuatl y deriva de las palabras «tollin» o «tullin», que significa «tule», y «titlan», «entre» o «junto a»; por lo que significa «lugar entre tules». Siendo que tollin, también citado como tullin, es un término que, según ya expresó Alonso de Molina en 1571, hace referencia a una especie de «juncia o espadaña» (una juncácea). El glifo de Tultitlán aparece en el Códice Mendoza y representa a un junco de cuatro hojas con dientes.
En la época prehispánica, Tultitlán estaba poblada por mexicas y otomíes, pero reclamaba haber sido fundada por toltecas. En ese caso, se puede suponer que el término talla podría derivar de Tienen
, que es una referencia a Tula, la capital tolteca. Y la expresión locativa tōltzalan ācatzalan («lugar entre juncos») sería una referencia a la fundación de Tenochtitlán.

## Historia
En 1297, el grupo nonohualca teotlixcas se asentó en Tultitlán, aquí sus caudillos deliberaron hacia dónde irían y después de un descanso partieron al año siguiente a Chapultepec. Los tepanecas llegaron a Tultitlán en el año de 1356 y en la época de Tezozomoc se emprendió, desde Azcapotzalco, una expansión por el norponiente del Valle de México. El códice Huichapan, menciona que en el año de 1438 fue conquistado Tultitlán, por los mexicas. Posteriormente, en 1473, el señor de Tlatelolco Moquihuix convocó a varios pueblos de linaje tepaneca, que estaban sometidos a los mexicas, prometiéndoles liberarlos de su yugo, si lo ayudaban a vencer a las fuerzas de Axayacatl tlatoani de México; entre esos señoríos estaban los de Tultitlán, Cuautitlán, Tenayuca, Mexicaltzingo, etc. La batalla fue cruenta, pero al final de cuenta perdieron los tlatelolcas y sus aliados, con lo que aumentó el poderío de los mexicas.
Tultitlán en la época prehispánica fue parte del tlahtocayotl de Cuautitlán, que a su vez pertenecía al hueitlahtocayotl de Tepanohuayan con cabecera en Tlacopan.

### Prehistoria
Dentro del municipio de Tultitlán se han encontrado huesos de mamut en Izcalli del Valle y en San Pablo de las Salinas. Los de este segundo sitio fueron explorados por arqueólogos del Instituto Nacional de Antropología e Historia en el año 1991. Durante esa exploración se encontraron huesos de cuatro mamuts, de caballos y de otros animales. La disposición en que fueron encontrados los restos del mamut más completo hace suponer que ese animal fue aprovechado por los cazadores-recolectores de aquellos tiempos y se le calculó una antigüedad aproximada de 15,000 o 13,000 años antes de Cristo. Este hallazgo es importante, pues nos estaría hablando de la presencia muy antigua del hombre en el territorio de lo que ahora es Tultitlán.

### Preclásico
Aproximadamente al año 400 antes de Cristo, pertenecen algunos fragmentos de cerámica y figurillas que se han encontrado en Tultitlán, los cuales indican que ya desde aquellos tiempos debieron existir unas cuantas casas, tanto en lo que ahora es la cabecera, como en otros sitios del municipio como San Mateo Cuautepec y la colonia Loma Bonita por lo que en esos lugares debieron existir otros pequeños pueblos de agricultores.

### Clásico
Entre los años 200 y 750 después de Cristo, existieron varios pueblos en lo que ahora es el municipio de Tultitlán y se ubicaban en lo que actualmente es el barrio de San Juan, la colonia Loma Bonita, San Mateo Cuauhtepec, Santa María Cuauhtepec y el Terromote cercano a San Pablo de las Salinas. Prueba de esto son los restos arqueológicos encontrados en esos lugares. La gente de esos pueblos era teotihuacana, dedicada principalmente a la agricultura, pero también desarrollaban otras actividades como la cestería, el tejido de ropas de algodón y fibras de ixtle, la alfarería y el tallado de piedras.[cita requerida]

### Posclásico temprano
Entre los años 850 y 1110 d. C., se desarrolló en el centro de México la cultura tolteca, un grupo formado por varias etnias, es decir, gente que hablaba diferentes lenguas, como el náhuatl y el otomí. Al igual que los anteriores teotihuacanos, eran principalmente agricultores, pero además había comerciantes, sacerdotes y guerreros. Su principal capital fue la ciudad de Tula, localizada en el actual estado de Hidalgo. Esta ciudad llegó a ser la principal en su época, debido a que Teotihuacán ya estaba abandonada. En Tultitlán también existieron pequeños asentamientos que estaban ocupados por gente tolteca.[cita requerida]
Esos pueblos se encontraban en los barrios de La Concepción, San Miguel, Santiaguito, San Bartolo, la zona conocida como El Cornejal y en la colonia Loma Bonita. En el resto del territorio del actual municipio también hubo otros pueblos de toltecas: en la falda de la sierra de Guadalupe, entre San Mateo y Santa María Cuauhtepec, cerca de la colonia El Tesoro, en el extremo norte.[cita requerida]

### Posclásico tardío
Esta etapa histórica abarca los años 1110 a 1519 d. C. De acuerdo con los Anales de Cuautitlán, en el año 1356 los tepanecas fundaron Tultitlán, y a partir de esa época ha tenido una ocupación continua hasta la actualidad. En 1408 entró a gobernar el primer tlatoani, llamado Cuauhtzinteuctli, y Tultitlán quedó trazado en barrios. Al Posclásico tardío pertenecen varias esculturas de piedra, vasijas y otros restos arqueológicos que se han hallado en el municipio.[cita requerida]
Según Horacio Carochi en Arte de la lengua mexicana (1645), Tultitlán hasta agosto de 1570 tuvo los siguientes gobernantes: Cuauhtzin tēuctli, Xōpantzin, Tepanonoc (bajo cuyo reinado se intensificó la guerra tepaneca) y Epocoatl (hijo de Tezozomoctli, gobernante de Azcapotzalco). A su muerte en 1430 le siguió un interregno de veinte años que terminó con la entronización de Ocēlōtlapān, sucedido por Acolmiztli, asesinado 20 días después de su entronización, Citlālcōātl y Yohualtōnatiuh (ambos muertos por la epidemia de viruela en Tenochtitlán), Don Hernando Tlalihhuitzin reemplazado por Don Antonio Ahcolmiztōn (que murió siendo un niño), Don Pedro Tlācatēuctzin, Don Gerónimo de los Ángeles y Don Gabriel de Tapia Mazācihuātl.

### Época colonial
Con la llegada española se modificaron algunos patrones de explotación del campo y los recursos. Se establecieron las haciendas y ranchos, se introdujo la ganadería. En cuanto a la organización política y social se refiere, Tultitlán quedó sujeto a la alcaldía mayor de Tacuba y se estableció el nombramiento de autoridades indígenas electas por el pueblo.
Tultitlán fue encomienda de Bartolomé de Perales y Juan Moscoso. En 1569 pasó a manos de la corona, hasta que por una merced extraordinaria Luis de Velasco, el Joven, obtuvo autorización para recibir el tributo de este lugar, luego la heredó a su hijo, el segundo Marqués de Salinas. A principios del siglo XVII pasó definitivamente a la corona.
Desde el siglo XVI se estableció la religión católica, se construyeron varios templos y quedó San Lorenzo como patrón de la población. Por el año 1645 llegó al pueblo una imagen de San Antonio de Padua, el cual pasó a ser el patrón de Tultitlán a partir de 1907.

### sigloXIX
En el siglo el acontecimiento más importante de México fue la Guerra de Independencia y la puesta en vigencia de la Constitución de Cádiz. En el caso de Tultitlán, éste surgió como muchos a partir del 12 de julio de 1820, teniendo autoridades electas por voto directo, las cuales conformaban el cabildo.
En cuanto a lo económico, siguieron existiendo las haciendas y ranchos, aumentando de tamaño hasta donde sus dueños lo pudieron lograr. Una de las haciendas de mayor tamaño llegó a ser la de Cartagena, la cual tenía cerca de 1,500 hectáreas.
Los documentos históricos de Tultilán se perdieron debido a que hubo una gran enfermedad en el municipio que acabó con gran número de personas y los gobernantes ordenaron quemar todas las bibliotecas, libros y papel y objetos que pudieran propagar la enfermedad. 

### sigloXX

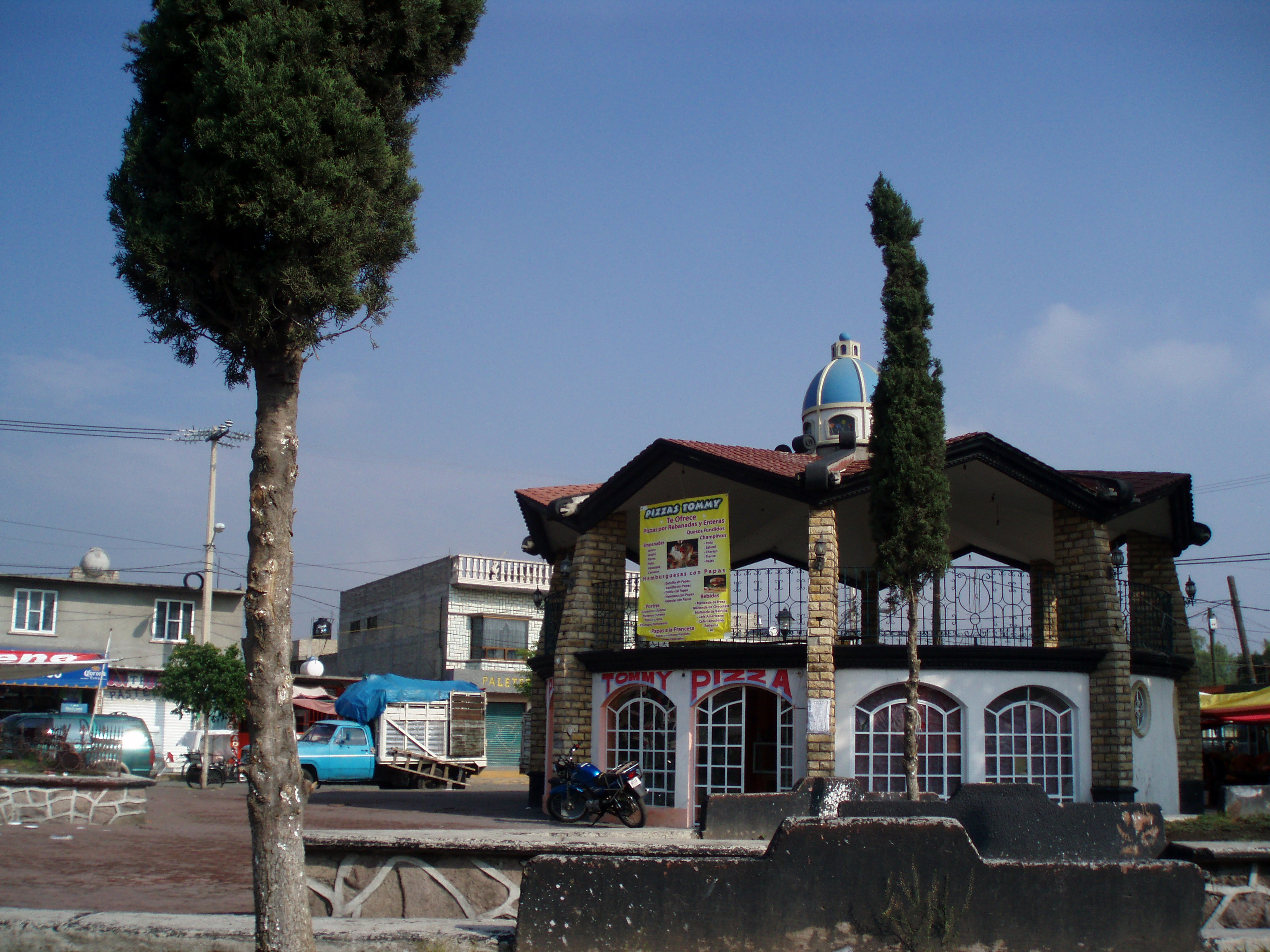
San Pablo de las Salinas.

Según datos Históricos y documentos ya comprobados En Tultitlán se realizó una junta de elección del primer Ayuntamiento el 12 de julio de 1820. Estuvo presidida por el Capitán Ezequiel de Lizarza, quien era subdelegado de la jurisdicción de Tacuba, y por el Teniente Coronel Francisco Leguírzano, que era arrendatario de la Hacienda de Cartagena y el más pudiente de la región de Tultitlán.
Terminada la elección, el nuevo Ayuntamiento quedó conformado de la siguiente manera:
José María Salazar alcalde primero, Alejandro Antonio Cortés alcalde segundo, Ignacio de la Puente síndico procurador, José Cruz Sánchez síndico procurador, José María Terán regidor decano, Ascencio Manuel García regidor, Pascual García regidor por San Pablo de las Salinas, Lucas Florentino regidor por San Francisco Chilpan, Félix Sánchez de la Barquera regidor, José María Durán regidor y Juan Alarcón regidor. Posteriormente fueron designados Diego Cortés tesorero, Juan Ignacio Balbontín secretario y José María Guerrero alcaide de la cárcel del pueblo.
Actualmente sus límites territoriales están de la siguiente manera:
Al norte con el municipio de Cuautitlán y con el municipio de Tultepec, al este con el municipio de Coacalco, al sureste con el Distrito Federal en particular con la Delegación Gustavo A. Madero, al sur con el municipio de Tlalnepantla de Baz y al oeste con el municipio de Cuautitlán Izcalli. El exclave limita al oeste y norte con el municipio de Cuautitlán, al noreste con el municipio de Nextlalpan y el municipio de Tonanitla, al sureste con el municipio de Ecatepec de Morelos y al sur con el municipio de Coacalco. Algunas de las principales vías de acceso son la vía José López Portillo y el Circuito Exterior Mexiquense.

## Geografía
El municipio de Tultitlán se localiza en la parte central-norte del Valle de México, su territorio es discontinuo, es decir, se encuentra dividido en dos segmentos, porque el vecino municipio de Tultepec le invadió parte de su territorio, una zona central donde se ubica la cabecera municipal y un exclave situada al noreste de la última; su extensión territorial es de 71.10 kilómetros cuadrados y sus coordenadas geográficas extremas son 19° 33'-19° 41' de latitud norte y 99° 04'-99° 11' de longitud oeste y su altitud va de 2200 a 3000 metros sobre el nivel del mar.
Los límites territoriales del sector principal del municipio son al norte con los municipios de Cuautitlán y Tultepec, al este con el municipio de Coacalco, al sureste con la Ciudad de México en particular con la Demarcación Territorial Gustavo A. Madero, al sur con el municipio de Tlalnepantla de Baz y al oeste con el municipio de Cuautitlán Izcalli. El exclave limita al oeste y norte con el municipio de Cuautitlán, al noreste con el municipio de Nextlalpan y el municipio de Tonanitla, al sureste con el municipio de Ecatepec de Morelos y al sur con el municipio de Coacalco. Algunas de las principales vías de acceso son la vías José López Portillo y Circuito Exterior Mexiquense.

### Hidrografía
En la actualidad el municipio no cuenta con ríos, arroyos o presas, sino solamente con algunos canales de riego. Entre los principales están los llamados Cartagena y la Acocila, aunque en ambos casos conducen aguas negras.
El abastecimiento de agua potable en el municipio está a cargo del Sistema de Agua Potable Alcantarillado y Saneamiento de Tultitlán (APAST).

### Clima

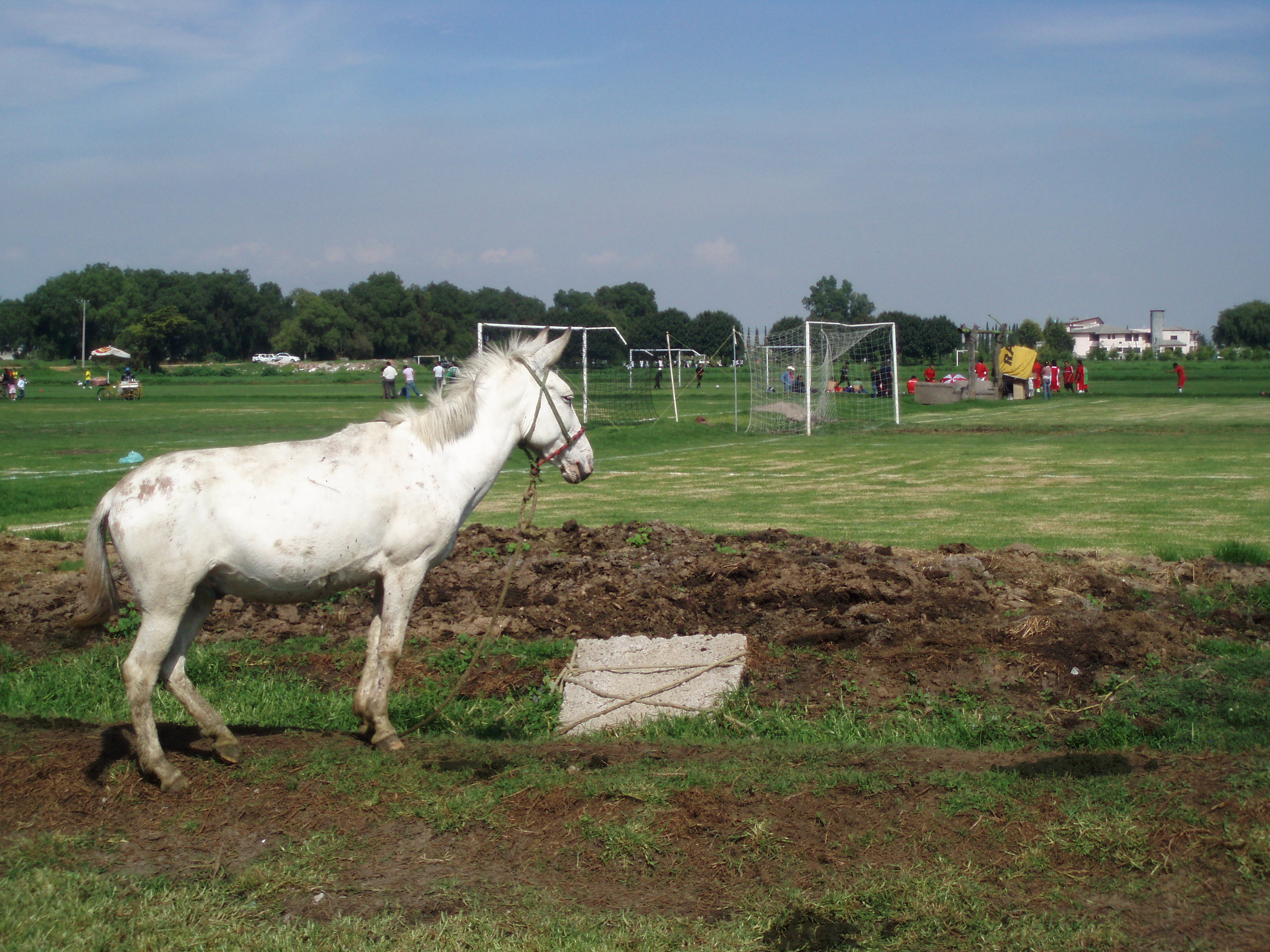
Parque deportivo en Tultitlán.

Las fuertes lluvias que hay durante el año suelen inundar algunas colonias, esto se debe al caudal de agua y deficiente sistema de drenaje.
El 17 de septiembre de 2015 en el fraccionamiento fuentes del valle se activó plan DN-III debido al desastre natural provocado por las fuertes lluvias.
El clima típico del municipio de Tultitlán es el mismo que predomina en la Ciudad de México y Valle de México, es decir templado subhúmedo.Cuéntame INEGI (enlace roto disponible en Internet Archive; véase el historial, la primera versión y la última). Las lluvias por lo general ocurren en los meses de mayo a octubre, y la precipitación promedio es de 700 milímetros. La temperatura promedio anual es de 15.7 °C. Enero es el mes más frío, y las heladas ocurren de diciembre a febrero. Los vientos se presentan de septiembre a marzo. Cabe mencionar que esto ha cambiado debido a la sobre-población de la zona, provocando que la precipitación aumente a 80 cm. El pasado 17 de septiembre es un claro ejemplo del desastre que esto ha ocasionando, en el municipio se activó el plan DN-III de emergencia militar especialmente en el fraccionamiento de Fuentes del Valle.

## Economía
Tultitlán fue hasta los años setenta una región
- Ganadería: ganado bovino, porcino, equino y caprino, todos en poca cantidad y aves.
- Industria: cuenta con la zona industrial Cartagena, la cual alberga reconocidas empresas y últimamente ha crecido de manera importante la actividad de almacenamiento y distribución de diversos materiales dentro del municipio.
- Comercio: hay muchas zonas comerciales en el municipio de Tultitlán; existen muchas plazas y mercados, pero la más importante es la Central de Abasto, ubicada en Villas de San Jóse, cerca de la Cabecera Municipal, así como la Plaza Bazar Tultitlán.

En la temporada decembrina, se establecen pequeños y diversos negocios, dando lugar a la creación del bazar, que año con año tiene lugar fuera del estacionamiento de Bodega Aurrera y en las fechas máximas de dicha temporada, los comerciantes amplían sus horarios de vendimia.
- Plaza Jardines cuenta con uno de los primeros supermercados de la zona: La Comer, igual cuenta con comercios como Cinemex, Coppel y Smart Fit, sus tiendas ancla.
- Maxi Plaza Comercial Tultitlán es una plaza que cuenta con comercios como Soriana Mercado y Coppel. Cerca del 90% de la población del municipio se dedica a las actividades del sector terciario: comercio y servicios.
- Portal Tultitlán, este nuevo centro comercial cuenta como tienda ancla el supermercado Walmart, y el gimnasio Smart Fit, esta nueva zona comercial se presume que queda a media hora del nuevo Aeropuerto Internacional Felipe Angeles.

### Infraestructura urbana

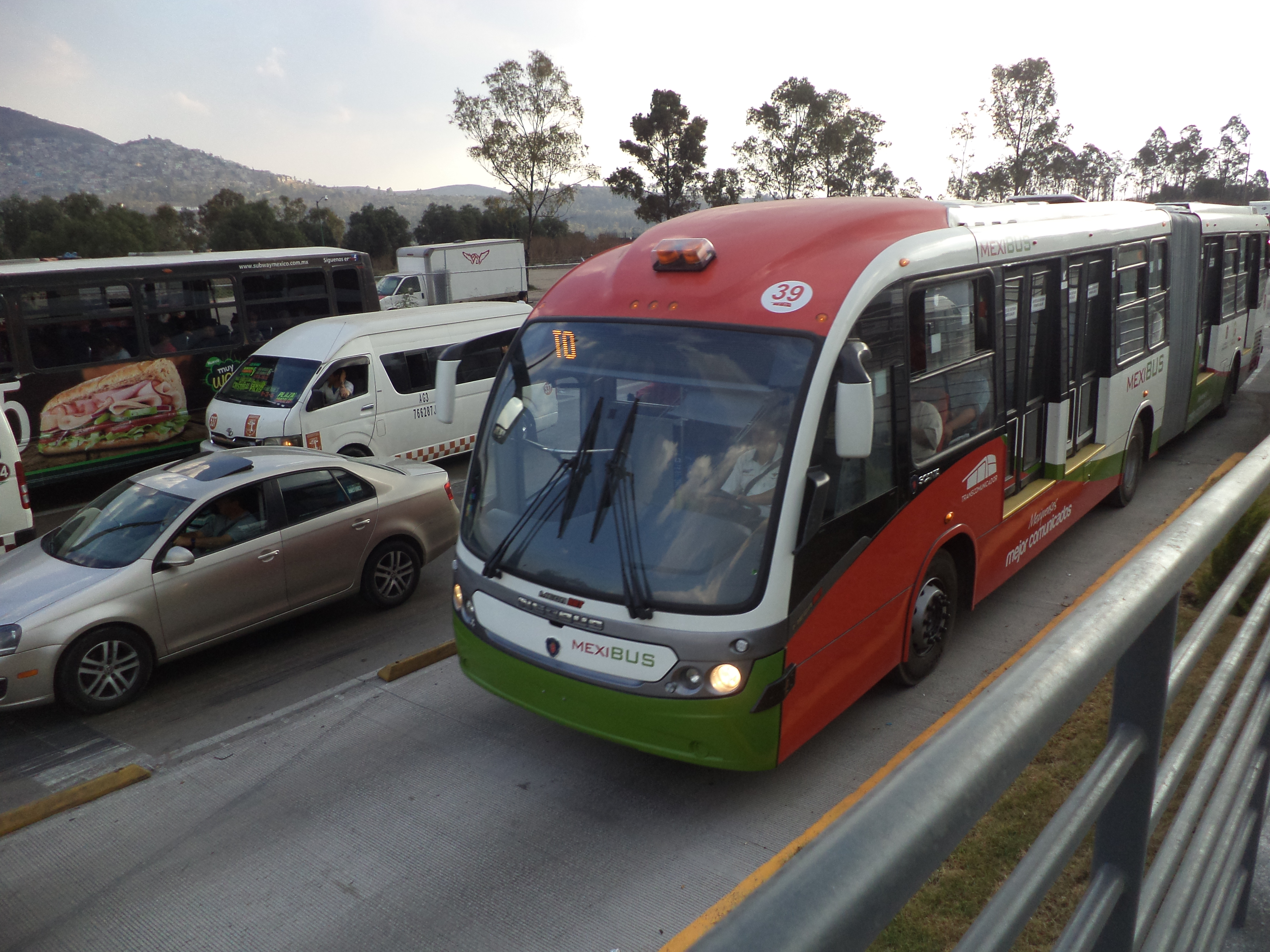
El Mexibús sobre Vía José López Portillo.

En el territorio del municipio de Tultitlán se encuentran las estaciones Lechería y Tultitlán del Sistema 1 del Ferrocarril Suburbano de la Zona Metropolitana del Valle de México, lo cual conecta al municipio con la estación Buenavista en el centro de la Ciudad de México en un tiempo promedio de 30 minutos.
También, el municipio cuenta con la línea de transporte articulado Mexibús Línea 2, el cual fue inaugurado el 12 de enero de 2015 por Enrique Peña Nieto y Eruviel Ávila Villegas, la cual corre de la colonia Las Américas en Ecatepec (con correspondencia con el Mexibús línea 1), pasa por los municipios colindantes de Coacalco, Cuautitlán Izcalli, (en el cual tiene un transbordo con la línea del tren suburbano en la estación Lechería), para finalizar su recorrido en la estación terminal La Quebrada.

### Seguridad pública
Debido a la alta incidencia de violencia de género desde 2015 la Secretaría de Gobernación de México declaró Alerta de Violencia de Género contra las Mujeres en este municipio.

## Demografía
De acuerdo al Censo de Población y Vivienda de 2010 realizado por el Instituto Nacional de Estadística y Geografía la población total del municipio de Tultitlán es de 524 074 personas, de las que 256 439 son hombres y 267 635 son mujeres.

### Localidades
Véase Anexo:Localidades de Tultitlán
El municipio de Tultitlán tiene una totalidad de 13 localidades, las principales y su población en 2010 son las siguientes:
| Localidad                     | Población |        |
| Total Municipio               | 524 074   |        |
| Buenavista                    | 206 081   | 39.32% |
| San Pablo de las Salinas      | 189 453   | 36.15% |
| Fuentes del Valle             | 74 087    | 14.14% |
| Tultitlán de Mariano Escobedo | 31 936    | 6.09%  |
| Ampliación San Mateo          | 16 250    | 3.1%   |

Además el municipio se compone de siete pueblos:
1. Santa María Cuautepec
2. San Mateo Cuautepec
3. San Pablo de las Salinas
4. Tultitlan de Mariano Escobedo
5. El Tesoro
6. Buenavista
7. San Francisco Chilpan

### Salud

Centro de Salud en Sierra de Guadalupe, Tultitlán.

El municipio cuenta con algunas clínicas y consultorios médicos de carácter particular, así mismo en el DIF municipal existen servicios de consulta externa, odontología y psicología de bajo costo y se ofrecen jornadas de salud.
El 4 de marzo del 2010 se inauguró el Hospital de Alta Especialidad Bicentenario de la Independencia perteneciente al ISSSTE, hospital de alta especialidad, con 300 camas y 5 quirófanos.
Actualmente cuenta con la clínica 198 del IMSS que se encuentra ubicada en Juana María Pavón s/n; esto obedece a la creciente demanda de la población de la localidad San Pablo de las Salinas. Esta clínica ofrece servicios básicos de atención médica; apoyándose para pruebas clínicas más complejas de la hospital 98 ubicada en Villa de las Flores.
En el 2012 se inauguró el Hospital General Dr. José Severiano Reyes Brito ISEM, ubicado en Av. Quintana Roo. Es una clínica de consulta externa que sirve a la población en general.

## Política y gobierno

### Ayuntamiento
Hasta el año 2000, el municipio de Tultitlán había sido gobernado únicamente por el Partido Revolucionario Institucional (PRI). Sin embargo, al igual que en las elecciones para presidente de la República, ese año arribó al cabildo municipal un candidato del Partido Acción Nacional (PAN), José Antonio Ríos Granados.[cita requerida]
Posteriormente, de 2003 a 2009, el Partido de la Revolución Democrática (PRD) ganó los dos procesos electorales celebrados en ese periodo, y asumieron la presidencia municipal Juan Antonio Preciado Muñoz y Elena García Martínez.[cita requerida]
En julio de 2009, el PRI volvió a ganar la elección para presidente municipal, con el triunfo de Marco Antonio Calzada Arroyo.[cita requerida]
En el periodo 2013-2015, el municipio fue gobernado por Sandra Méndez Hernández. Posteriormente, en 2015-2018, fue gobernado por Adán Barrón Elizalde, del mismo partido. En el 2018, ganó las elecciones Elena García Martínez, por Morena, para el periodo 2018-2021.[cita requerida]

### División territorial
El municipio está dividido de la siguiente forma:
- 7 barrios en la cabecera municipal
- 4 pueblos
- 44 colonias
- 37 fraccionamientos
- 108 condominios
- 4 zonas industriales
- 5 parques industriales
- 8 ejidos
- 1 parque ecológico: Sierra de Guadalupe
- 1 escuela: el Colegio de Bachilleres del Estado de México (COBAEM)

### Representación legislativa
Para la división territorial en distritos electorales, donde se eligen los diputados locales y federales, el municipio de Tultitlán se encuentra dividido de la siguiente manera:
Local
- XXXVIII Distrito Electoral Local del Estado de México, con cabecera en Coacalco de Berriozábal.[10]

Federal
- VIII Distrito Electoral Federal del Estado de México con cabecera en Tultitlán de Mariano Escobedo.
- XXXVII Distrito Electoral Federal del Estado de México con cabecera en Cuautitlán.

### Presidentes municipales
El municipio tuvo los siguientes presidentes municipales:
- de 1940 a 1942:  Eduardo Orozco Víquez
- 1942:  Gabino Martínez
- 1943:  Santos Cañas García
- de 1944 a 1945:  Alfonso Benavides Hernández
- de 1946 a 1948:  Eduardo Orozco
- de 1949 a 1951:  Porfirio Aguirre
- de 1952 a 1954:  Tomás Cortés Sánchez
- de 1955 a 1957:  Germán Roth Ortiz
- de 1958 a 1960:  Fidel Hernández Vargas
- 1960:  José Uribe Gutiérrez
- de 1961 a 1963:  Miguel Ruiz
- de 1964 a 1966:  Luis Torres Vázquez
- de 1967 a 1969:  Heriberto Aranda Perea
- de 1970 a 1972:  Brígido Vera López
- de 1972 a 1975:  José Uribe Gutiérrez
- de 1975 a 1978:  Amadeo Radillo Díaz
- de 1978 a 1981:  Guillermo Vargas Alarcón
- de 1981 a 1984:  Francisco Valencia García
- de 1984 a 1987:  Fidel González Ramírez
- de 1987 a 1990:  Antonio Hernández Reyes
- de 1990 a 1993:  Orlando Mondragon Coronel
- de 1993 a 1996:  Víctor Cañas Sánchez
- de 1996 a 2000:  Héctor Fragoso Perete
- de 2000 a 2003:  José Antonio Ríos Granados
- de 2003 a 2006:  Juan Antonio Preciado Muñoz
- de 2006 a 2009:  Elena García Martínez
- de 2009 a 2012:  Marco Antonio Calzada Arroyo
- de 2013 a 2015:  Sandra Méndez Hernández
- de 2016 a 2018:  Jorge Adán Barrón Elizalde
- de 2019 a 2021:  Elena García Martínez
- de 2022 a 2024:  Elena García Martínez
- de 2025 a 2027:  Ana María Castro Fernández

## Patrimonio
- La Concepción 8 de diciembre-Fiesta Patronal-La tradicional feria a más tardar se instala el 6 de diciembre. A la Virgen de la Inmaculada Concepción se le celebra con un novenario flores y banda.

- San Antonio-El patrono del pueblo se celebra el día 13 de junio-Su feria una de las más conocidas está ya para el 1 de junio. A este se le celebra con pirotecnia, mariachi, flores y banda.

## Deporte

### Públicos
- Deportivo Toltitlan: Es un recinto techado construido por el gobierno del estado, cuenta con escuela para clavados, alberca semiolímpica.[13]